# Eloeophila suensoni
Eloeophila suensoni là một loài ruồi trong họ Limoniidae. Chúng phân bố ở miền Cổ bắc.